# Kompleks Taurydów
Kompleks Taurydów – duża grupa 4 rojów meteorów pochodząca od jednego macierzystego obiektu, jakim jest Kometa Enckego oraz ciał powstałych w wyniku wyrzutu materii z tej komety.
Grupa rojów wchodzących w skład kompleksu jest aktywna w październiku i listopadzie. Zalicza się do niej: Październikowe Arietidy, Południowe Taurydy, Północne Taurydy oraz Chi Orionidy.
Od 1940 roku podejmowane są badania mające na celu dokładne wyznaczenie radiantów rojów należących do kompleksu. Głównym źródłem całej grupy Taurydów jest kometa Enckego. Według badań obserwacji fotograficznych i obliczeń Freda Whipple'a, około 4700 lat temu nastąpił wyrzut materii z komety. Roje mogą pochodzić też od obiektu, który 1500 lat temu oddzielił się od komety, zostawiając strumień materii meteorytowej zaliczany dziś do Kompleksu Taurydów. Wśród obiektów mogących być pozostałością po tamtych wydarzeniach wymienia się planetoidy (2201) Oljato i 2004 TG10.